# 브리지 회로

휘트스톤 브리지 회로도

브리지 회로(bridge circuit)는 전류가 병렬 연결된 전기 전도체로 분리되고 회로망이 둘러싼 도체에 재결합하는 전기 회로의 한 종류이다. 브리지 회로는 일반적으로 측정 목적으로 사용되지만, 전원 장치에도 사용될 수 있다.
전원 장치 설계에서, 브리지 회로나 브리지 정류기는 배열된 다이오드나 비슷한 소자로 불확실한 전압이나 교류 전압을 직류 전압으로 정류할 때 사용된다.
어떤 모터 컨트롤러는 H 브리지를 사용하여 모터의 방향을 제어한다.

## 같이 보기
- 폰타나 브리지
- 그레츠 브리지
- 켈빈 브리지
- 맥스웰 브리지